# Награди „Оскар“ (26-а церемония)
Двадесет и шестата церемония по връчване на филмовите награди „Оскар“ се провежда на 25 март 1954 година. На нея се връчват призове за най-добри постижения във филмовото изкуство за предходната 1953 година. За втора поредна година събитието е проведено едновременно в Лос Анджелис и Ню Йорк. Театъра на импресариото Александър Пантаджес – „РКО Пантаджес“ отново е домакин в Лос Анджелис, а Театър „NBC“ приема спектакъла в Ню Йорк. Водещи на събитието са Доналд О'Конър в Лос Анджелис и Фредрик Марч в Ню Йорк.
След дебюта на телевизионния екран предната година, излъчване на събитието през 1954 г. е гледано от почти 43 милиона зрители.
Големия победител на вечерта е филмът „Оттук до вечността“ на режисьора Фред Зинеман с 13 номинации от които печели 8, включително за най-добър филм. С това си постижение, произведението изравнява рекорда на „Отнесени от вихъра“ от 12-ата церемония, който също е отличѐн с 8 статуетки. Сред другите основни претенденти на настоящата церемония са „Римска ваканция“ на Уилям Уайлър и Шейн на Джордж Стивънс.

## Филми с множество номинации
Долуизброените филми получават повече от 2 номинации в различните категории за настоящата церемония:
- 13 номинации: Оттук до вечността
- 10 номинации: Римска ваканция
- 6 номинации: Лили, Шейн
- 5 номинации: Юлий Цезар, Плащеницата
- 3 номинации: The Band Wagon, Луната е синя, Сталаг 17

## Номинации и Награди
Долната таблица показва номинациите за наградите в основните категории. Победителите са изписани на първо място с удебелен шрифт.
| Най-добър филм | Най-добър режисьор |
| --- | --- |
| - Оттук до вечността - Юлий Цезар - Плащеницата - Римска ваканция - Шейн                                                                                            | - Фред Зинеман – Оттук до вечността - Джордж Стивънс – Шейн - Чарлс Уолтърс – Лили - Били Уайлдър – Сталаг 17 - Уилям Уайлър – Римска ваканция                                                                                |
| Най-добра мъжка роля | Най-добра женска роля |
| - Уилям Холдън – Сталаг 17 - Марлон Брандо – Юлий Цезар - Ричард Бъртън – Плащеницата - Монтгомъри Клифт – Оттук до вечността - Бърт Ланкастър – Оттук до вечността | - Одри Хепбърн – Римска ваканция - Лесли Карон – Лили - Ава Гарднър – Могамбо - Дебора Кар – Оттук до вечността - Маги Макнамара – Луната е синя                                                                              |
| Най-добра поддържаща мъжка роля | Най-добра поддържаща женска роля |
| - Франк Синатра – Оттук до вечността - Еди Албърт – Римска ваканция - Брандън Девилде – Шейн - Джак Паланс – Шейн - Робърт Щраус – Сталаг 17                        | - Дона Рийд – Оттук до вечността - Грейс Кели – Могамбо - Джералдин Пейдж – Хондо - Марджъри Рамбю – Песен за несподелената любов - Телма Ритър – Запознанство на Саут стрийт                                                 |
| Най-добър сценарий | Най-добра история и сценарий |
| - Оттук до вечността – Даниел Тарадеш - Жестокото море – Ерик Амблър - Лили – Хелън Дойч - Римска ваканция – Йън Маклилън Хънтър и Джон Дайтън - Шейн – А.Б. Гютри  | - Титаник – Чарлс Бракет, Уолтър Райш и Ричард Брийн - Театралният фургон – Бети Комдън и Адолф Грийн - Пустинните плъхове – Ричард Мърфи - Голата шпора – Сам Ролф и Харолд Джак Блум - Застанете на високо – Милард Кауфман |

## Галерия
| Уилям Холдън „Оскар“ за главна мъжка роля | Одри Хепбърн „Оскар“ за главна женска роля | Франк Синатра „Оскар“ за поддържаща мъжка роля | Дона Рийд „Оскар“ за поддържаща женска роля |
| ----------------------------------------- | ------------------------------------------ | ---------------------------------------------- | ------------------------------------------- |
|                                           |                                            |                                                |                                             |

## Почетни награди
- Пийт Смит
- Джоузеф Брийн